# Ayoub El Kaabi
Ayoub El Kaabi (Casablanca, 26 de junho de 1993), é um futebolista marroquino que atua como atacante. Atualmente, joga pelo Olympiacos.

## Carreira
Foi convocado para defender a Seleção Marroquina de Futebol na Copa do Mundo de 2018.

## Títulos
Berkane
- Copa do Trono Marroquino: 2018

Wydad
- Campeonato Marroquino: 2020–21

Olympiacos
- Liga Conferência Europa da UEFA: 2023–24

Seleção Marroquina
- Campeonato das Nações Africanas: 2018 e 2020

### Prêmios individuais
- Melhor jogador do Campeonato das Nações Africanas: 2018
- Seleção do Campeonato das Nações Africanas: 2018 e 2020

### Artilharias
- Liga Conferência Europa da UEFA de 2023–24: (11 gols)
- Liga Europa da UEFA de 2024–25: (7 gols)[3]

### Recordes
- Jogador africano com mais gols marcados em uma única temporada em competições europeias: (15 golos)
- Maior artilheiro da Liga Conferência Europa da UEFA em uma única edição com 11 gols marcados na temporada 2023-24.